# Megupsilon
Megupsilon is een monotypisch geslacht van straalvinnige vissen uit de familie van de eierleggende tandkarpers (Cyprinodontidae).

## Soort
- Megupsilon aporus Miller & Walters, 1972